# Кароль Навроцький
Ка́роль Таде́уш Навро́цький (пол. Karol Tadeusz Nawrocki; нар. 3 березня 1983) — президент Польщі з 6 серпня 2025 року, польський історик, громадський та політичний діяч, діяч місцевого самоврядування. У 2021–2025 роках очолював Інститут національної пам'яті, у 2017–2021 роках директор Музею Другої світової війни в Гданську і начальник Бюро громадської освіти Інституту національної пам'яті в Гданську у 2013–2017 роках.
Його дослідження зосереджуються на антикомуністичній опозиції в Польщі, організованій злочинності в Польській Народній Республіці та історії спорту. У лютому 2024 року Кароля Навроцького оголосили одним із розшукуваних Російською Федерацією за кримінальними звинуваченнями у зв'язку з діями щодо демонтажу пам'ятників на честь перебування Червоної армії на території Польщі в 1944–1989 роках.
24 листопада 2024 року Навроцького оголосила й підтримала опозиційна партія Право і справедливість як незалежного кандидата на президентських виборах у Польщі 2025 року .

## Кар'єра
Навроцький закінчив історичний факультет Гданського університету, де здобув ступінь доктора філософії в 2013 році. У 2023 році закінчив аспірантуру International MBA зі стратегії, програмного та проєктного менеджменту в Гданському технологічному університеті.
У 2009–2017 роках працював в Інституті національної пам'яті, а з 2013 по 2017 рік очолював його Бюро громадської освіти в Гданську. З 2011 по 2017 рік також обіймав посаду голови районної ради Седльце в Гданську.

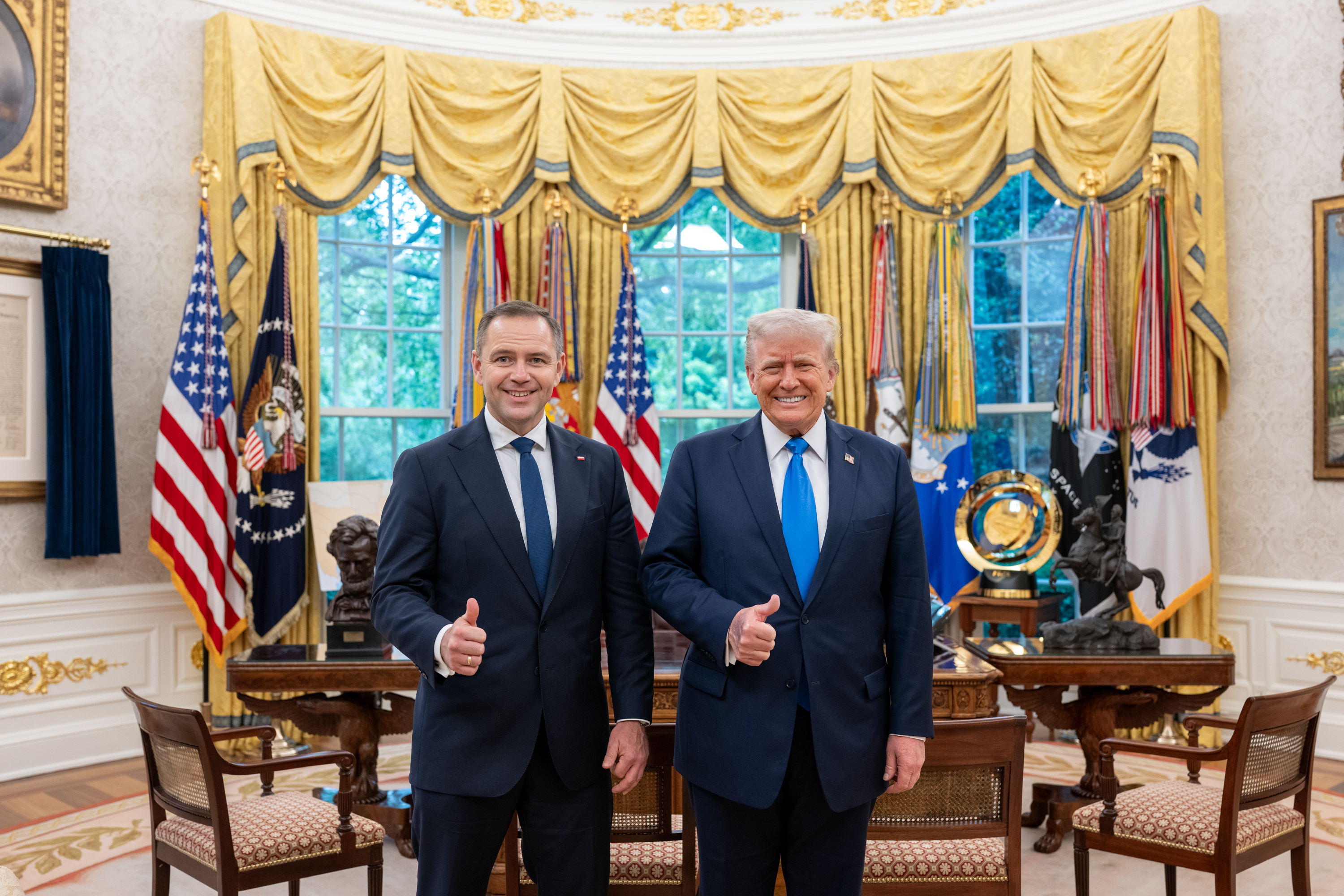
Навроцький з Трампом

У 2017 році був призначений директором Музею Другої світової війни в Гданську і пропрацював на цій посаді до 2021 року. Потім повернувся до Інституту національної пам'яті, ставши його віцепрезидентом у червні 2021 року. У липні 2021 року обійняв посаду нового голови IPN після того, як був обраний Сеймом і затверджений Сенатом Польщі.
Навроцький є автором або співавтором кількох книг, а також численних наукових і науково-популярних праць про антикомуністичну опозицію, організовану злочинність у Польській Народній Республіці та історію спорту.
24 листопада 2024 року був оголошений і підтриманий партією Право і Справедливість як незалежний кандидат на посаду Президента Республіки Польща.

## Політичні погляди
Навроцького вважають безпартійним, але з консервативним світоглядом. Навроцький називає себе «представником широкого патріотичного табору» і наголошує, що ніколи не належав до жодної політичної партії. Він вважає себе «громадянським кандидатом», який покладе край «польсько-польській війні». Заявив, що готовий підтримати «будь-який польський уряд, який вимагає ексгумації польських жертв на Волині», а питання історії та соціальної відповідальності називає своїми «розмежувальними лініями». Euronews описує політичну орієнтацію кампанії Навроцького як «патріотичну, прохристиянську, пронатовську та прихильну до президента Дональда Трампа».
У соціальному плані Навроцький наголошує на своїй відданості польському патріотизму, християнським цінностям та національному суверенітету, а також проголошує необхідність захисту традиційних соціальних цінностей. Він заявив, що рішуче виступає проти зняття хрестів з державних будівель.
Коли його запитали про його погляди на одностатеве цивільне партнерство та аборти, Навроцький сказав, що має тверді переконання щодо цих питань, але відмовився розкрити їх.
Дотримується антикомуністичних поглядів, критикує польську систему освіти, стверджуючи, що польська освіта контролюється «посткомуністичним партійним середовищем».
Відповідальний за демонтаж кількох пам'ятників Червоній армії в Польщі — Росія вважає це злочином і оголосила його в національний розшук. Він описує «проклятих солдатів» як національних героїв Польщі та хвалить Право і Справедливість за проведення національного дня пам'яті їх пам'яті.
В економічних питаннях каже, що є сильним прихильником армаментів і програм соціальних інвестицій. У промові, в якій прийняв підтримку «Права і Справедливості» щодо його кандидатури, Навроцький пообіцяв скасувати податок на понаднормову працю та зосередитися на великих економічних інвестиціях; рішуче підтримує проєкт центрального комунікаційного порту та високо оцінив схеми Центрального промислового регіону та Stocznia Gdynia, розроблені у міжвоєнній Другій Польській Республіці.
Навроцький висловив своє захоплення іншими великими інвестиціями, такими як канал через Віслинську косу та ЗПГ-термінал у Свіноуйсьце, і хоче продовжити подібні заходи.
Підтримує програми соціального забезпечення та виступає проти прийняття євро як польської валюти. Наголошує на проблемі відчуженості транспорту в Польщі та пообіцяв розвивати залізничну інфраструктуру в слаборозвинених регіонах.

Навроцький з румунським лідером AUR Джорджем Сіміоном (праворуч) і колишнім прем'єр-міністром Польщі Матеушем Моравецьким у Брюсселі в березні 2025 року

Стверджує, що Польща повинна досягти «повного енергетичного суверенітету». Підтримує атомну енергетику, описуючи її як «найбільш безпечну та стабільну». Також розкритикував Європейський зелений курс, заявивши, що, хоча він підтримує захист навколишнього середовища, проте виступає проти «кліматичного божевілля за рахунок польських будинків, працівників і підприємців». Навроцький також вважає, що Польща має забезпечити свою продовольчу безпеку та поважати «суверенітет польського села»; описав польське село як «основу польської культури, традицій і соціальних цінностей». Він хоче запровадити нову політику, яка боротиметься з «нечесною конкуренцією» в польській економіці.
Навроцький виступає проти федералізації Європейського Союзу та наголошує на необхідності збереження польської національної ідентичності в Європейському Союзі, додаючи, що «Польщі не потрібна централізована держава, населена громадянами ЄС польського походження».
Засуджує спроби применшити наслідки Волинської трагедії задля покращення польсько-українських відносин. Навроцький виступає проти членства України в НАТО чи Євросоюзі, поки країна не визнає відповідальності за геноцид поляків на Волині. Деякі ЗМІ характеризують його позицію як антиукраїнську.
Підтримує завершення російсько-української війни мирною угодою, але стверджує, що питання територіальних поступок має вирішувати європейське співтовариство, а також сама Україна. Вимагає репарацій від Німеччини Польщі за розв'язання Другої світової війни і заявляє, що репарації потрібні Німеччині, щоб довести свої мирні наміри щодо Польщі. Також рішуче виступає проти Росії, стверджуючи, що вона «є імперіалістичною за своєю основою, незалежно від того, чи це білий терор, червоний терор чи сучасний терор».
Деякі аналітики та журналісти вважають, що Кароль Навроцький використовує історичні теми як інструмент політичної мобілізації. Зокрема, під час передвиборчої кампанії він акцентував увагу на болючих моментах спільної історії Польщі та України — таких як Волинська трагедія — і робив це в риториці, яка викликала суперечки та обурення в українському суспільстві. 
Його критики вказують, що така риторика може бути спробою зміцнити підтримку серед націоналістично налаштованого електорату, використовуючи історичну пам’ять як емоційний важіль. Водночас сам Навроцький заявляє, що прагне «вирішити історичні питання» між країнами, хоча спосіб, у який він це подає, часто сприймається як провокативний. 

## Нагороди
- У 2016 році нагороджений Бронзовим Хрестом Заслуги перед Республікою Польща.[31]
- У 2021 році нагороджений Срібним Хрестом Заслуги.[32]